# Walter Besant
Walter Besant (14 de agosto de 1836, Portsmouth - 9 de junio de 1901, Londres) novelista e historiador británico. Además de novelista, Besant escribió obras de historia y topografía de Londres aunque en parte quedaron inconclusos.
Hijo de un comerciante nació en Portsmouth, Hampshire y se educó en el King's College de Londres y en Cambridge, fue profesor durante algunos años en Mauricio, pero un problema de salud le llevaron a renunciar, regresó a Inglaterra y asumió la responsabilidad de Secretario del Fondo para la Exploración de Palestina, cargo que ocupó desde 1868 hasta 1885.
Publicó en 1868 sus Studies in French Poetry. Tres años más tarde comenzó su colaboración con James Rice. Entre sus colaboraciones están Ready-money Mortiboy (1872), y Golden Butterfly (1876), ambos, sobre todo este último, un gran éxito. Esta conexión se pondrá fin a la muerte del James Rice en 1882. Posteriormente Besant continuó escribiendo más obras, entre las cuales citaremos All in a Garden Fair (que Rudyard Kipling afirma en Something of Myself que toma como inspiración para hacerse escritor), Dorothy Forster, Children of Gibeon, y All Sorts and Conditions of Men.

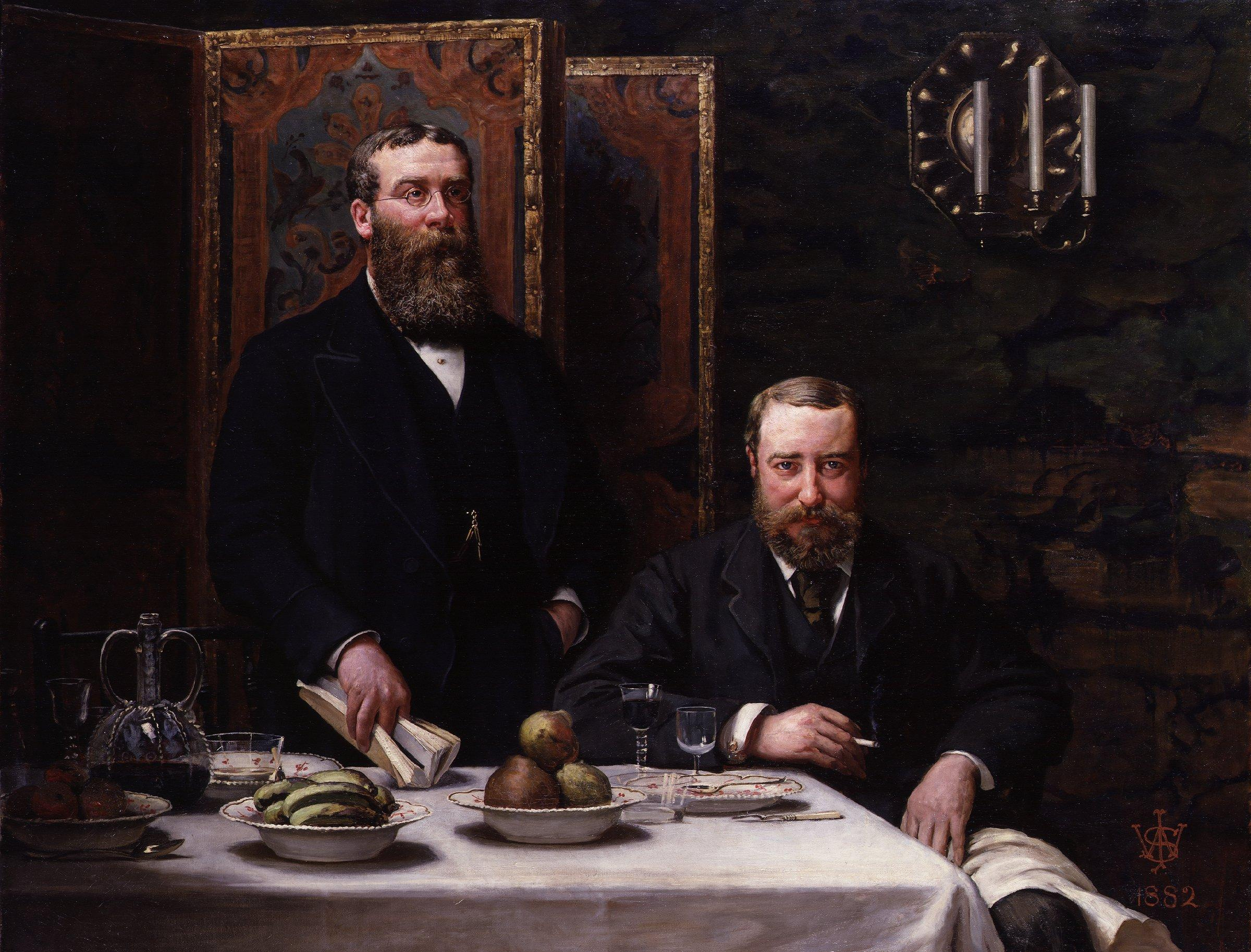
Sir Walter Besant; James Rice pintados por Archibald James Stuart Wortley.

## Obras
- The History of London.
- All in a Garden Fair.
- Dorothy Forster.
- Children of Gibeon.
- All Sorts and Conditions of Men.
- My Little Girl